# Bart Fierens
Bart Fierens is de voorzitter van het Algemeen Nederlands Zangverbond sinds 2019, de organisatie achter onder meet het Vlaams Nationaal Zangfeest. Hij volgde Erik Stoffelen op.
In 2023 riep hij N-VA en Vlaams Belang op om meer samen te werken op gebied van cultuur. In 2024 ontving hij de Flor Grammensprijs.